# Marie Kenneth Guilavogui
Pour les articles homonymes, voir Guilavogui.
Marie Kenneth Guilavogui, est une député et femme politique guinéenne.
Députée uninominale de Macenta à l'assemblée nationale du 22 avril 2020 au 5 septembre 2021.

## Biographie
Députée uninominale de la commune de Macenta, de 2020 à 2021 de la dernier législature de mars 2020. Elle est vice-présidente de la commission des affaires étrangères et des guinéens de l’extérieur de la 9eme législative de la république de Guinée.